# Richard Baer

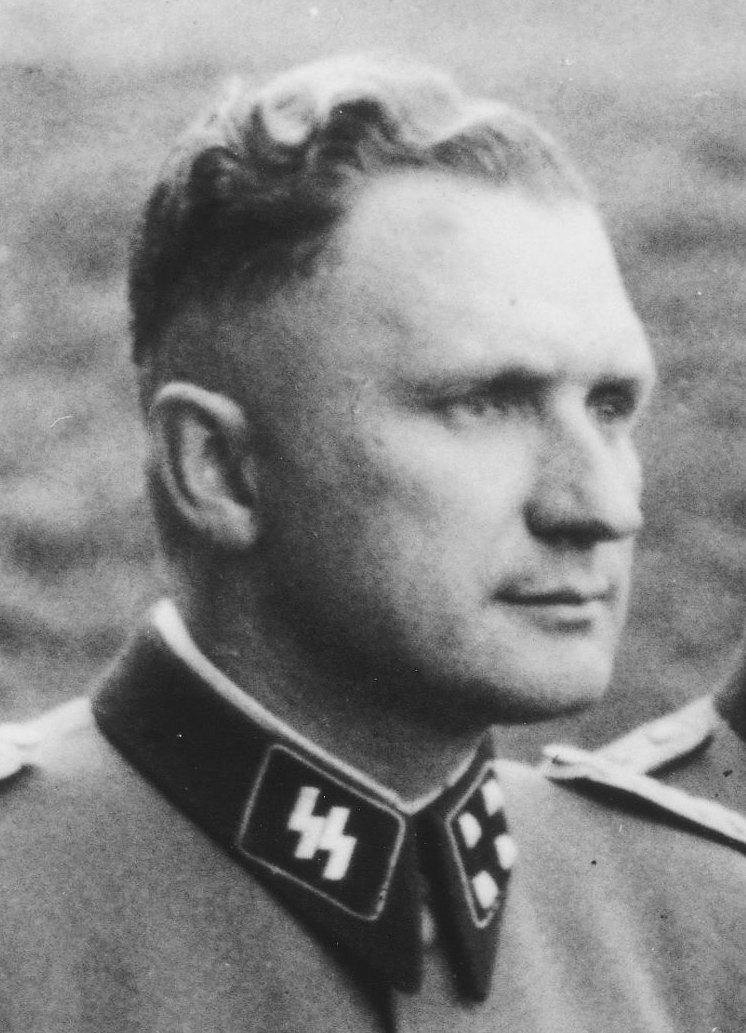
Richard Baer (1944)

Richard Baer (* 9. September 1911 in Floß, Oberpfalz; † 17. Juni 1963 in Frankfurt am Main) war ein deutscher Sturmbannführer der Waffen-SS und letzter Kommandant der Konzentrationslager Auschwitz sowie Mittelbau-Dora.
Nach Beginn des Zweiten Weltkrieges nahm er mit der SS-Division „Totenkopf“ am Westfeldzug und dem Überfall auf die Sowjetunion teil. Infolge einer Kriegsverletzung kehrte er zum bereits zuvor versehenen Dienst in einem Konzentrationslager zurück und stieg im Frühjahr 1942 zum Adjutanten des Lagerkommandanten im KZ Neuengamme auf. Im November wechselte er – ebenfalls als Adjutant – zum Leiter des SS-Wirtschafts- und Verwaltungshauptamtes Oswald Pohl. Kurz nach seinem dortigen Ausscheiden im Mai 1944 wurde er Lagerkommandant des Konzentrationslagers Auschwitz bis zu dessen Räumung im Januar 1945. Ab Juli 1944 war er zusätzlich Standortältester der SS in Auschwitz. Von Anfang Februar bis Anfang April 1945 leitete er das Konzentrationslager Mittelbau. Nach Kriegsende konnte Baer zunächst untertauchen, wurde jedoch 1960 im Zuge der Ermittlungen zum ersten Frankfurter Auschwitzprozess als gesuchter Kriegsverbrecher in Untersuchungshaft genommen. Baer, der als Hauptangeklagter für diesen Prozess vorgesehen war, starb noch vor dem Hauptverfahren.

## Herkunft, Ausbildung und Beruf
Richard Baer war der Sohn von Karl Baer und dessen dritter Ehefrau Anna, geborene Meierhöfer. Seine Eltern bewirtschafteten einen acht Hektar großen landwirtschaftlichen Betrieb und führten einen Kolonialwarenladen. Aus den beiden vorangegangenen Ehen seines Vaters entstammten zwei Halbschwestern und ein Halbbruder. Er wurde evangelisch erzogen. Von 1917 bis 1924 besuchte er in seinem Heimatort die Volksschule, wobei er mittelmäßige Leistungen zeigte. Nach dem Ende der Schulzeit verließ er 1925 das Elternhaus und machte in Weiden in der Oberpfalz beim örtlich ansässigen Konditorei- und Caféhausbesitzer Fritz Stark eine dreijährige Ausbildung zum Konditor und besuchte zeitgleich die Berufsfortbildungsschule. Nach abgeschlossener Lehrzeit begab er sich als Geselle in Bayern auf mehrjährige Wanderschaft. Zuletzt kehrte er im Winter 1932 wieder zu seinem Lehrbetrieb zurück und kündigte im März 1933 sein Anstellungsverhältnis.

## Eintritt in die NSDAP und SS
Baer trat zum 1. Februar 1931 in die NSDAP ein (Mitgliedsnummer 454.991); in Nachkriegsvernehmungen nannte er als Eintrittsdatum den 18. Dezember 1930. Anlass für den Parteibeitritt war laut Baers Aussage von Ende Dezember 1960 die Beerdigung eines Nationalsozialisten, der Vater eines Schulfreundes gewesen war. Dabei habe ihn der Aufmarsch von uniformierten und mit Fahnen ausgestatteten Parteimitgliedern fasziniert. Am 1. Juli 1932 wurde er Mitglied der Allgemeinen SS (SS-Nr. 44.225). In der örtlichen SS traf er auf den späteren KZ-Lagerkommandanten Martin Gottfried Weiß. Die zehn bis zwölf Angehörigen des SS-Sturms in Weiden trafen sich zunächst während ihrer Freizeit einmal wöchentlich zu Wehrsportübungen. Unter der Leitung von Weiß bot die kleine SS-Truppe an Wochenenden in den umliegenden Dörfern auf Parteiversammlungen Rednerschutz. Baer gab später nach seiner Festnahme in Vernehmungen an, nicht aus politischen Gründen der Allgemeinen SS beigetreten zu sein. Ihm habe dort die „soldatische Disziplin“ und die „Freude am Soldatenspielen“ gefallen, das habe „damals Spaß gemacht“. Im Alltag spielte seine Zugehörigkeit zur SS zunächst keine Rolle; so legte Baer seine SS-Uniform erst im Vereinslokal an.

## Aufstieg in der Konzentrationslager-SS
Nach der Machtergreifung der Nationalsozialisten dienten sich die meisten Männer des Weidener SS-Sturms dem Ortsgruppenleiter als Hilfspolizisten an und patrouillierten gemeinsam mit regulären Polizeibeamten durch Weiden. Zusammen mit einigen Hilfspolizisten wurde Baer am 19. April 1933 zum Wachdienst ins KZ Dachau versetzt, wo ihm unter Theodor Eicke militärischer Drill, weltanschauliche Schulung und systematisierter Terror gegenüber Häftlingen zur Befähigung für den Lagerdienst vermittelt wurden. Bei späteren Vernehmungen beschrieb er die Schulung für den Wachdienst im KZ Dachau als „sehr streng“ und er sei dort mit seinen Kameraden „mächtig geschliffen“ worden: „Je mehr wir geschliffen wurden, je stolzer waren wir darauf“. Im Verlauf des Jahres 1934 wurde Baer dem Wachsturmbann Brandenburg in Oranienburg zugeteilt und verrichtete unter anderem im KZ Columbia-Haus, einem Gefängnis der Gestapo, vom 20. Dezember 1934 bis zum 31. März 1935 Wachdienst.
Ab 1937 war er Zugführer bei der Wachmannschaft des KZ Sachsenhausen. Von der 2. SS-Totenkopfstandarte Brandenburg wurde er Anfang März 1938 nach einem Lehrgang zur 3. SS-Totenkopfstandarte Thüringen abkommandiert, wo er als Zugführer und Ausbilder bei der Wachmannschaft des KZ Buchenwald eingesetzt war. Zuletzt war er Kompanieführer der 4. Polizeiverstärkungskompanie. Innerhalb der SS war er im September 1938 mittlerweile bis zum SS-Untersturmführer aufgestiegen. Ab Ende 1938 leitete er den Wachtrupp im neu errichteten KZ Neuengamme, zu diesem Zeitpunkt noch Außenlager des KZ Sachsenhausen. Der ihm unterstellte Wachtrupp führte Aufsicht über ein 100 Menschen umfassendes Häftlingskommando, das in einer Ziegelei Zwangsarbeit verrichten musste.

### Kriegsdienst, Verwundung und Heirat
Während des Zweiten Weltkrieges wurde er im Mai 1940 nach Korbach zur SS-Totenkopfdivision versetzt und nahm am Westfeldzug teil. Danach war er bei den Besatzungstruppen in Frankreich kurzzeitig Standortkommandant und wurde am 9. November 1940 SS-Obersturmführer. Nach einem Kompanieführerlehrgang und der Verlegung seiner Einheit nach Ostpreußen im Juni 1941 führte er während des Überfalls auf die Sowjetunion eine Kompanie der SS-Totenkopfdivision. Am 17. November 1941 erlitt er bei Gefechten in Demjansk einen Oberschenkeldurchschuss. Im Dezember 1941 wurde er ins KZ Neuengamme zurückverlegt, wo er seine Kriegsverletzung im Offizierslazarett auskurierte und anschließend verblieb.
Am 6. Januar 1942 ehelichte er die Verkäuferin Maria L. (* 1922) aus Hamburg-Bergedorf, die Tochter eines Malermeisters, die er seit dem Winter 1938/39 kannte. Das Paar blieb kinderlos. Anfang 1942 verkaufte er seinen Erbteil des elterlichen Hofes und verpachtete dort weiteres Land an das nahe gelegene KZ Flossenbürg. Auf den Teichgrundstücken musste ein Häftlingskommando des KZ Flossenbürg eine Forellenzucht aufbauen.

### Adjutant und Stellvertreter des Lagerkommandanten im KZ Neuengamme
Der ihm bereits vom SS-Sturm Weiden bekannte und nun als Lagerkommandant des KZ Neuengamme fungierende Martin Weiß machte Baer im Frühjahr 1942 zu seinem Adjutanten. Obwohl formell eigentlich der Schutzhaftlagerführer Stellvertreter des Lagerkommandanten war, übernahm Baer diese Funktion im KZ Neuengamme. Baer wurde bis Anfang April 1942 als Angehöriger der SS-Totenkopfdivision geführt und danach bei einem SS-Ersatzbataillon. Offiziell gehörte er erst ab dem 1. Juli 1942 als Adjutant dem SS-Sturmbann Neuengamme an. Nachdem Weiß Anfang September 1942 die Lagerkommandantur im KZ Dachau übernommen hatte, leitete Baer bis zum Eintreffen des neuen Lagerkommandanten Max Pauly für zwei Monate vertretungsweise das KZ Neuengamme. Im KZ Neuengamme beteiligte er sich nach Aussagen KZ-Überlebender an der Selektion kranker und arbeitsunfähiger Häftlinge im Rahmen der Aktion 14f13. Ende September 1942 wurden im Arrestbunker des Lagers 197 sowjetische Kriegsgefangene mit Giftgas ermordet.

### Adjutant von Oswald Pohl
Anfang November 1942 wurde Baer ins KZ Auschwitz versetzt, wo er als Adjutant des Lagerkommandanten Rudolf Höß vorgesehen war. Nach wenigen Tagen wurde er von dort wieder abkommandiert und am 13. November 1942 als Adjutant von Oswald Pohl, dem Leiter des SS-Wirtschafts- und Verwaltungshauptamtes (WVHA), eingesetzt. Zu dieser Entscheidung hatten Pohl Richard Glücks, Gerhard Maurer, Baers Bekannter Weiß und auch Höß geraten. Laut Baers Aussage im Dezember 1960 habe er sich gegenüber Glücks, dem Leiter der Inspektion der Konzentrationslager, verwundert darüber gezeigt, dass er als Soldat und ohne Kenntnisse als Verwaltungsführer für diesen Posten ausgewählt wurde. Glücks habe ihm daraufhin mitgeteilt, dass Pohl „gerade einen Frontoffizier als Adjutanten“ suche. Baer zeigte sich ausgesprochen ehrgeizig in dieser Funktion, besuchte die verschiedenen Konzentrationslager und war über die dort herrschenden Zustände sowie den Holocaust im Bilde.
Im April 1944 übergab Baer im KZ Auschwitz persönlich einen von Pohl verfassten Brief an den Lagerkommandanten Arthur Liebehenschel, um ihn zur Trennung von seiner Lebensgefährtin Anneliese Hüttemann zu bewegen. Liebehenschel hatte sich wegen Hüttemann im Dezember 1943 von seiner Ehefrau scheiden lassen und die Familie verlassen. Seine neue Lebensgefährtin galt für einen SS-Führer als nicht standesgemäß, da sie 1935 wegen „Rassenschande“ in Schutzhaft genommen worden war. Liebehenschel wurde im Mai 1944 schließlich als Lagerkommandant in das bereits geräumte KZ Majdanek versetzt. Diese Affäre bot wohl nur den Anlass für die Versetzung, wahrscheinlich war diese jedoch durch Liebehenschels Abschaffung von etlichen „Maßnahmen der Lagerbeherrschung“ motiviert.

### Lagerkommandant des KZ Auschwitz

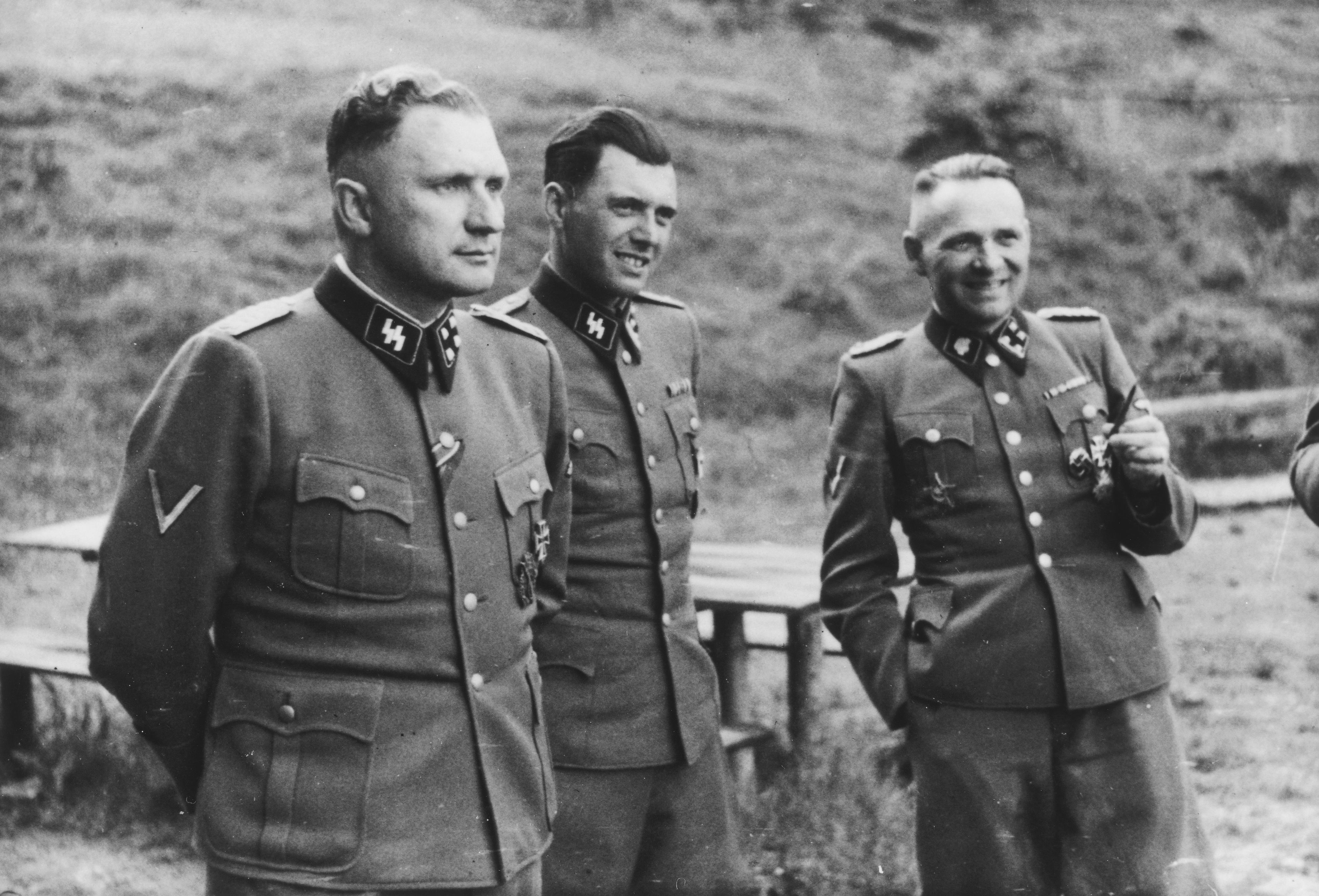
Richard Baer (links), Josef Mengele (Mitte) und Rudolf Höß (rechts) an der Solahütte bei Auschwitz, 1944. Aufnahme aus dem Auschwitz-Album Karl-Friedrich Höckers

Im Mai 1944 ordnete Pohl im KZ Auschwitz Personalwechsel der dort eingesetzten Lagerkommandanten an, lediglich Heinrich Schwarz blieb als Lagerkommandant des KZ Auschwitz-Monowitz auf seinem Posten. Auf Liebehenschel folgte am 11. Mai 1944 Pohls Vertrauter Baer als Lagerkommandant des Stammlagers. Laut einem Schreiben Pohls habe Baer somit „eine der verantwortungsvollsten Stellen […] des KL.-Wesens erhalten“. Drei Tage zuvor hatte Josef Kramer im KZ Auschwitz-Birkenau seinen Vorgänger Friedrich Hartjenstein in dieser Funktion abgelöst. Zeitgleich mit Kramers Antritt wurde Höß Standortältester im KZ Auschwitz und damit Vorgesetzter der dort eingesetzten Lagerkommandanten. Höß organisierte ab diesem Zeitpunkt im KZ Auschwitz-Birkenau für knapp drei Monate die sogenannte Ungarnaktion, den Massenmord an den ungarischen Juden. Daneben war er mit der Einarbeitung der neu eingesetzten Lagerkommandanten befasst. Nach dem Weggang von Höß wurde Baer am 29. Juli 1944 Standortältester im KZ Auschwitz. Zuvor war Baer am 21. Juni 1944 zum SS-Sturmbannführer der Waffen-SS befördert worden, seinem höchsten innerhalb der SS erreichten Rang. Nachdem das Interessengebiet des KZ Auschwitz im Juni 1943 eigenständiger Amtsbezirk geworden war, wurde Baer als Kommandant des Stammlagers wie seine Vorgänger Liebehenschel und Höß entsprechend Amtskommissar. Seit Mai 1944 war sein Adjutant Karl Höcker, in dessen Auschwitzalbum Aufnahmen von Baer und anderen SS-Führern der Lager-SS im KZ Auschwitz enthalten sind.
Unter Baers Lagerführung wurden die von Liebehenschel abgeschwächten Instrumente der Lagerbeherrschung wieder erheblich verschärft, beispielsweise wurden statt politischer Häftlinge nun als kriminell klassifizierte Häftlinge mit Funktionsposten betraut. Baer nahm auch an Selektionen im KZ Auschwitz-Birkenau teil. Der im Verlauf der zweiten Jahreshälfte 1944 intensivierte Lagerterror gegenüber den Häftlingen hing auch mit vermehrten Fluchtversuchen bzw. Fluchten und verstärkter Widerstandstätigkeit inner- und außerhalb des Lagers zusammen. So wurde die unter seinem Vorgänger ausgesetzte Hinrichtung von Häftlingen, die bei Fluchtversuchen oder nach ihrer Flucht wiederaufgegriffen worden waren, erneut praktiziert.
Im Zuge einer erneuten Umstrukturierung des Lagerkomplexes Auschwitz wurde Baer am 25. November 1944 Kommandant des mit dem Stammlager zusammengeführten Auschwitz-Birkenau, das nun als KL Auschwitz bezeichnet wurde. Kurz zuvor hatte Heinrich Himmler infolge des für das nationalsozialistische Deutsche Reich ungünstigen Kriegsverlaufs die Einstellung der Vergasungen im KZ Auschwitz-Birkenau verfügt, und seitens der Lager-SS wurden dort anschließend die Krematorien und Vergasungsanlagen abgebaut. Diese Maßnahmen standen im Zusammenhang mit der bevorstehenden Räumung des gesamten Lagerareals, die ab Herbst 1944 wegen der vorrückenden Roten Armee organisiert wurde. Baer war an der Planung und Durchführung der Evakuierung des Lagers beteiligt, die erst im Januar 1945, als unmittelbar Kampfhandlungen bevorstanden, abgeschlossen wurde. Laut einer Nachkriegsaussage des Obersturmführers Wilhelm Reischenbeck wählte Baer persönlich SS-Männer als Leiter von Häftlingskolonnen aus und wies diese an, während des Marsches fliehende und zurückbleibende Häftlinge zu erschießen.
Baer selbst fuhr im Zuge der Lagerauflösung mit seinem Kommandanturstab zunächst ins KZ Groß-Rosen, das als ein Ziel der Häftlinge des geräumten Lagers Auschwitz vorgesehen war.

### Lagerkommandant des KZ Mittelbau
Am 1. Februar 1945 löste Baer Otto Förschner als Lagerkommandanten des KZ Mittelbau ab, der wegen Korruptionsvorwürfen und des wachsenden Einflusses politischer Funktionshäftlinge im KZ Mittelbau als Lagerführer nach Bayern versetzt worden war. Im Gegensatz zu seinem Vorgänger gehörte Baer nicht der Geschäftsführung der Mittelwerk GmbH an. Die Posten innerhalb der Lagerführung besetzte Baer größtenteils mit ehemaligem Führungspersonal des KZ Auschwitz. So wurde erneut Standortarzt Eduard Wirths und Arbeitseinsatzführer Maximilian Sell sowie Schutzhaftlagerführer und damit sein Stellvertreter Franz Hößler. Leiter der Politischen Abteilung wurde Hans Schurz und Karl Höcker erneut Baers Adjutant. Infolge dieses Personalwechsels kam es unter Baers Leitung zu einer Steigerung des Lagerterrors gegen die Häftlinge. Auch wurden zahlreiche von ihnen aufgrund von Sabotage in der Rüstungsproduktion oder Zugehörigkeit zum Lagerwiderstand erhängt. Unter den Hingerichteten befanden sich viele sowjetische Zwangsarbeiter, aber auch einige dem Lagerwiderstand zugerechnete Funktionshäftlinge. Laut dem Historiker Jens-Christian Wagner wurden diese Hinrichtungen vom „Kommandeur der Sicherheitspolizei z. b. V.“ Helmut Bischoff befohlen. Unter Baers Lagerkommandantur wurde das KZ-Außenlager Boelcke-Kaserne durch Überstellung kranker und entkräfteter Häftlinge zum Sterbelager des Lagerkomplexes Mittelbau.
Das KZ Mittelbau war ab Februar 1945 Zielort kriegsbedingt geräumter Konzentrationslager. Insbesondere aus dem KZ Auschwitz und Groß-Rosen kamen über 9000 Häftlinge im Lager an, zumeist körperlich aufgrund von Hunger und Krankheiten vollkommen entkräftet. In der Endphase des Lagers stieg die Todesrate unter den Häftlingen daher erheblich an. Allein im ersten Quartal des Jahres 1945 gab es etwa 6000 Todesopfer.
Ende März 1945 kam die Rüstungsproduktion im KZ Mittelbau zum Erliegen und ab diesem Zeitpunkt bereitete Baer die Räumung des Lagers vor. Laut dem zweiten Lagerarzt Alfred Kurzke soll es zum Monatswechsel eine von Baer organisierte Zusammenkunft seines Kommandanturstabes gegeben haben, wo ein Plan von Hans Kammler zur Ermordung aller Häftlinge des Lagers erörtert worden sein soll: Vor Ankunft der US-Armee sollten alle Häftlinge in die Stollen des Kohnsteins verbracht und dort ermordet werden. Nach Wagner hat es eine solche Anordnung wahrscheinlich nicht gegeben.
Gesichert ist, dass Baer zusammen mit seinem Stellvertreter Hößler ins nahe gelegene Nordhausen fuhr, um dort mit Vertretern der Reichsbahn Modalitäten von Häftlingstransporten im Zuge der Lagerräumung zu besprechen. Während der Luftangriffe auf die Stadt am 3. April 1945 brach sich Baer bei dem Versuch, in einem Haus Schutz zu suchen, den Fußknöchel. Infolge dieser Verletzung kontaktierte er Glücks und es kam zu der Übereinkunft, Hößler die Lagerleitung und damit die Verantwortung für die Räumung des KZ Mittelbau zu übergeben. Baer wurde zum KZ Flossenbürg gefahren, wo sein Bruch versorgt wurde. Kurz darauf besuchte er auf dem elterlichen Gut seine dort befindliche Ehefrau und ließ seinen Bruch weiter ausheilen. Beide wurden Mitte April 1945 zum KZ Dachau befohlen, wo auch Pohl, sein Stab sowie deren Familien eintrafen. Aufgrund seines eingegipsten Fußes fuhr er nach Rücksprache mit Pohl von Dachau zu einem Gut des WVHA nach Sankt Lambrecht in der Steiermark, wo er bis zum Kriegsende verblieb.

## Nach Kriegsende

### Annahme eines Falschnamens und Forstarbeiter auf dem Gut Bismarcks
Nach Kriegsende plante er gemeinsam mit seiner Frau wieder in seine Heimatstadt zurückzukehren. Auf dem Weg dorthin wurde er zweimal von Soldaten der US-Armee aufgegriffen und kontrolliert, jedoch nicht als SS-Angehöriger identifiziert und wieder freigelassen. Nach der Ankunft in Weiden schlug sich das Ehepaar nach Südbayern durch, wo Baer auf verschiedenen Bauernhöfen Arbeit fand. Die Gelegenheit, sich einen Falschnamen zuzulegen, ergab sich infolge seiner polizeilichen Abmeldung aus Nabburg, wo er unter seinem echten Namen zuletzt auf einem Bauernhof tätig war. Den mit einem Bleistift vorgenommenen Eintrag seines Abmeldescheins radierte er aus und trug stattdessen den Falschnamen Karl Neumann, geboren am 11. September 1909 in Niederau bei Düren, ein. Im Dezember 1945 gelangte das Ehepaar nach Hamburg, wo er sich auf dem Schwarzmarkt einen Entlassungsschein aus sowjetischer Kriegsgefangenschaft auf seinen Falschnamen besorgte und sich unter diesem Pseudonym polizeilich anmeldete. Von Anfang 1946 bis zum Sommer desselben Jahres arbeitete er bei einem Bauern in Hohenhorn.
Ab Sommer 1946 war Baer fast durchgehend auf dem Gut der Familie Bismarck im Sachsenwald als Forstarbeiter beschäftigt, kurzzeitig aber auch beim selben Arbeitgeber als Mitarbeiter in der Verwaltung sowie als Holzverkäufer und Hausmeister. In bescheidenen Verhältnissen lebend konnte er 1950 in Dassendorf ein kleines Haus anmieten, das er mit finanzieller Hilfe seines Schwiegervaters 1959 erwarb. Seine Ehefrau lebte in ihrem Elternhaus in Hamburg-Bergedorf und zeitweise inoffiziell bei ihrem Mann. Aufgrund der erheblichen Beteiligung an NS-Gewaltverbrechen und der daraus ersichtlichen Sorge vor Entlarvung vermied Baer Nachbarschaftskontakte und über den Arbeitsrahmen hinausgehende Kollegenkontakte. Durch die Namensänderung und das Abtauchen in den Untergrund konnte sich Baer fast 15 Jahre der Strafverfolgung entziehen.

### Ermittlungen gegen Baer und Festnahme
Während der ab Herbst 1955 laufenden gerichtlichen Voruntersuchungen gegen Wilhelm Reischenbeck wegen der Erschießungen während der Räumung des KZ Auschwitz geriet auch Baer in den Fokus der Ermittler. Reischenbeck hatte bei Vernehmungen angegeben, dass diese Häftlingsmorde von dem Lagerkommandanten „Bär“ im Zuge der im Januar 1945 erfolgten Lagerauflösung angeordnet wurden. Trotz Beschlagnahmung der Post von Baers Ehefrau und einer eingeleiteten Fahndung wurde sein Aufenthaltsort nicht ermittelt. Auch weil ein Auschwitzüberlebender angegeben hatte, dass Baer ziemlich sicher verstorben sei, verliefen die Ermittlungen gegen ihn zunächst im Sande.
Im Zuge des ersten Frankfurter Auschwitzprozesses wurde auch gegen Baer ermittelt und am 21. Oktober 1960 von der Staatsanwaltschaft Frankfurt am Main ein Haftbefehl erwirkt. Im Rahmen der Fahndung nach Baer veröffentlichte die Strafverfolgungsbehörde im Dezember 1960 sein Foto in mehreren Zeitungen. In diesem Zusammenhang spielten auch die investigativen Recherchen des Journalisten Thomas Gnielka eine Rolle: In einer von ihm verfassten umfangreichen Zeitungsreportage äußerte er die Vermutung, dass Baer „irgendwo unter einem falschen Namen das Leben eines Biedermanns“ führen würde. Für sachdienliche Hinweise zu Baers Aufenthaltsort wurde seitens der Frankfurter Staatsanwaltschaft zudem eine Belohnung von 10.000 DM bereitgestellt. Die Ermittler erhielten mehr als 200 Informationen, von denen drei zielführend waren.
Am Morgen des 20. Dezember 1960 fuhr ein Vertreter der Staatsanwaltschaft in Begleitung zweier Polizisten zu Baers Arbeitsstelle, einem Sägewerk im Sachsenwald. Der dort angetroffene Baer ließ sich widerstandslos festnehmen. Er gab an, Karl Neumann zu sein und entsprechende Identitätsnachweise zu besitzen. Anschließend fuhren die Ermittler gemeinsam mit Baer zu dessen Haus, wo auch seine Ehefrau angetroffen wurde. Nach einer Hausdurchsuchung samt Sicherung von Beweismaterial wurde Baer anhand seiner durch die Kriegsverletzung entstandenen Narbe am rechten Oberschenkel identifiziert. Umgehend gab er zu, der Gesuchte zu sein, und bat darum, als ehemaliger Offizier nicht in Handschellen abgeführt zu werden. Nach Baers Festnahme wurde über den ehemaligen KZ-Kommandanten in der deutschen Presse berichtet. So erschienen Artikel im Stern und in der Süddeutschen Zeitung. Sein Arbeitgeber Otto Fürst von Bismarck gab zu dem Vorgang keine Erklärung ab.

### Geplanter Hauptangeklagter im ersten Frankfurter Auschwitzprozess und Tod
Baer wurde in Untersuchungshaft genommen und infolge seiner Verhaftung kurz darauf nach Frankfurt am Main überstellt. Dort machte er nach Rücksprache mit seinem Anwalt als Beschuldigter während der Vernehmungen zwar bedingt biografische Angaben, sagte aber nicht ausführlich zur Sache aus. Obwohl Baer als Lagerkommandant mitverantwortlich für den Judenmord in Auschwitz war, stritt er während der Vernehmungen seine Beteiligung daran ab.
Für den ersten Frankfurter Auschwitz-Prozess war er als Hauptangeklagter vorgesehen. Laut Voruntersuchungsantrag wurden ihm im Rahmen des Tatkomplexes KZ Auschwitz „Befehle zur Tötung einer Vielzahl von Menschen, insbesondere von Juden aus Ungarn“ zur Last gelegt. Auch ehemalige Angehörige der Lager-SS sagten als Zeugen aus, dass Baer als Lagerkommandant und Standortältester Befehlsgewalt über den Lagerkomplex Auschwitz ausübte und dass die „Befehle im Zusammenhang des Konzentrationslagers Auschwitz als Massenvernichtungsanstalt von der Kommandantur des Stammlagers ihren Ausgang nahmen“.
Für den Eichmann-Prozess wurde er in deutscher Haft durch einen israelischen Anwalt als Zeuge befragt und gab auch in diesem Zusammenhang an, dass die Judenvernichtung nicht in seinen Verantwortungsbereich gefallen sei. Seinem Anwalt antwortete er auf die Frage nach dem Grund seiner Taten, dass dies prozesshaft geschehen sei: „Als ich einmal auf Urlaub in Hamburg war […], sah ich auf der Straße ein kleines Mädchen: Sie sah aus wie ein[e] Flamme. Sie wurde von einer englischen Bombe getroffen. Ich musste mit ansehen, wie sie zu Tode brannte. Und das war noch ehe ich nach Auschwitz kam. So gewöhnt man sich also an alles.“
Noch vor Beginn des Hauptverfahrens starb Baer in der Untersuchungshaftanstalt Hammelsgasse am 17. Juni 1963 an Herz- und Kreislaufversagen. Von Alt- und Neonazis wurde später eine natürliche Todesursache angezweifelt.

## Wertungen und Wirkungen

### Charakterisierung Baers durch KZ-Überlebende
Überlebende in Auschwitz beschrieben Baer ähnlich wie Höß als „typische[n] KZ-Kommandant[en] ohne menschliche Gefühle“. Der ehemalige Häftlingsschreiber beim Standortarzt Hermann Langbein, der angab, mit Arthur Liebehenschel noch „frei über die Lagerverhältnisse“ gesprochen zu haben, begegnete während einer Vorsprache beim Lagerkommandanten einem schweigsamen Baer. Dem damaligen Lagerältesten im Stammlager, Ludwig Wörl, gelang es trotz wiederholter Bemühungen nicht, mit Baer über die Häftlinge betreffende Fragen in Kontakt zu treten; Wörl schätzte diesen folgendermaßen ein: „Er war der schlechteste Lagerkommandant in Auschwitz. Höß führte bereits ein strenges Regime, während unter Liebehenschel spürbare Erleichterungen geschaffen wurden […]. Alle Erleichterungen wurden nach dem Eintreffen Baers wieder beseitigt. Er war ein sturer Befehlsausführer, es gab bei ihm keinen Spielraum, innerhalb dessen die Häftlinge, wie bei Liebehenschel, gewisse Vorteile gehabt hätten. Er war noch radikaler als Höß.“

### Charakterisierung Baers durch Angehörige der Lager-SS
Höß, der in der Gefangenschaft zu allen Lagerkommandanten des KZ Auschwitz bis auf Kramer Niederschriften verfasste, beurteilte in diesem Zusammenhang Baer sehr negativ. Insbesondere warf er ihm mangelnden Fleiß vor und seine Privatinteressen über die Dienstgeschäfte gestellt zu haben. Er beschrieb Baer zwar auch als durchsetzungsstark und gewandten Redner, doch sei dieser durch seine Stellung als Adjutant Pohls „machtgierig und überspannt“ geworden. Baers Ablehnung, sich als neuer Lagerkommandant in die Dienstgeschäfte einweisen zu lassen, da er der Auffassung war, bereits über ausreichend Erfahrung im Lagerdienst zu verfügen, erregte bei Höß ebenfalls Missfallen.
Der Standortarzt Wirths schrieb Ende November 1944 seiner Frau einen Brief, in dem er Baer einen schlichten und nüchternen Lebensstil attestierte. Die zeitweise in der Standortverwaltung des KZ Auschwitz tätigen SS-Männer Steinmetz und Kieselbach konnten sich durch ihre Funktion einen Eindruck mehrerer Lagerkommandanten in Auschwitz verschaffen und äußerten sich später bei Vernehmungen zum Auschwitzverfahren folgendermaßen: Laut Steinmetz verschlechterten sich die Zustände im Lager nach Baers Dienstantritt sowohl für Häftlinge als auch für die Lager-SS. Kieselbach gab an, dass der Lagerkommandant Liebehenschel sowohl bei Häftlingen als auch bei SS-Männern beliebter gewesen sei.
Der Lagerarzt im KZ Mittelbau Alfred Kurzke gab folgenden Sachverhalt zu Protokoll:
„Im Verlauf eines Besuchs im Krankenbau des KL Dora sagte [Baer] zu mir: Kurzke, diese Muselmänner schaffen sie mir beiseite! Bei der Besichtigung des Krematoriums lagen vor dem Eingang ca. 70 Leichen von einem Transport von Auschwitz nach Dora. Ja, er frug mich: Wann wird endlich einmal diese Scheiße verbrannt? Diese Aussprüche charakterisieren sein Wesen.“

### Einschätzung Baers durch Historiker
Tom Segev stellt fest, dass Baer sich „allmählich in das Wertesystem der SS“ eingereiht habe. Nach seiner Kriegsverletzung sei er nicht wieder zur „kämpfenden Truppe“ zurückgekehrt, sondern habe Karriere bei der Lager-SS gemacht. Im KZ Neuengamme habe seine Mitverantwortung für die Lagergräuel begonnen. Als Adjutant Pohls habe er sich sehr ehrgeizig gezeigt und sei über die Judenvernichtung im Bilde gewesen. Liebehenschels Liebesaffäre habe er zu seinem Vorteil genutzt und sei so dessen Nachfolger als Lagerkommandant im KZ Auschwitz geworden. In dieser Dienststellung habe er „sorgfältig zwischen Erlaubtem und Verbotenem“ unterschieden, wobei für ihn die Selektionen im Rahmen des Erlaubten gelegen hätten.
Karin Orth sieht den Zeitpunkt der NS-Machtergreifung als einen Wendepunkt in Baers Leben, nachdem er innerhalb weniger Wochen vom „Soldat-spielenden“ Jungerwachsenen zum Hilfspolizisten wurde. Nach dem Kriegseinsatz habe Baer als „rechte Hand“ seines Freundes Weiß und nach der Landverpachtung an das KZ Flossenbürg schließlich „in der Konzentrationslager-SS eine mehr als nur politische Heimat gefunden“. Aufgrund der Vertrauensstellung bei Pohl sei er Kommandant im KZ Auschwitz geworden und so in Konkurrenz zu Höß geraten, der um seine Position als „mustergültiger“ und „unersetzbarer“ Lagerkommandant fürchtete. Die bereits in Auschwitz demonstrierte „Härte“ und „Gefühllosigkeit“ habe er mit seinem Kommandanturstab im KZ Mittelbau fortgesetzt. Dass es Baer gelang, unterzutauchen und über 15 Jahre unentdeckt zu leben, führt Orth darauf zurück, dass er erst im letzten Kriegsjahr Lagerkommandant wurde und die Häftlinge in der Mehrzahl den KZ-Kommandanten nicht zu Gesicht bekamen. Daher sei er den KZ-Überlebenden in der Regel nicht erinnerlich gewesen.
Laut Jens-Christian Wagner habe Baer als Lagerkommandant im KZ Mittelbau „sich auf seine Untergebenen verlassen und im Übrigen den Dingen ihren Lauf gelassen“. Trotz Brutalitäten sei sein Handeln aber „auf wirtschaftliche Effizienz“ ausgerichtet gewesen. Ebenso wie bei seinem Vorgänger Förschner sei aber der Handlungsspielraum als Lagerkommandant im KZ Mittelbau durch die Kontrolle Kammlers und dessen Abwehrbeauftragten Bischoff eingeschränkt gewesen. Wagner bezeichnet Baer dort als „passiv-agierend“: Er sei zwar formal für die Häftlingsbehandlung zuständig gewesen, jedoch hätten die Lagerleiter der Außenlager weitgehend selbstständig agiert.